# Filología

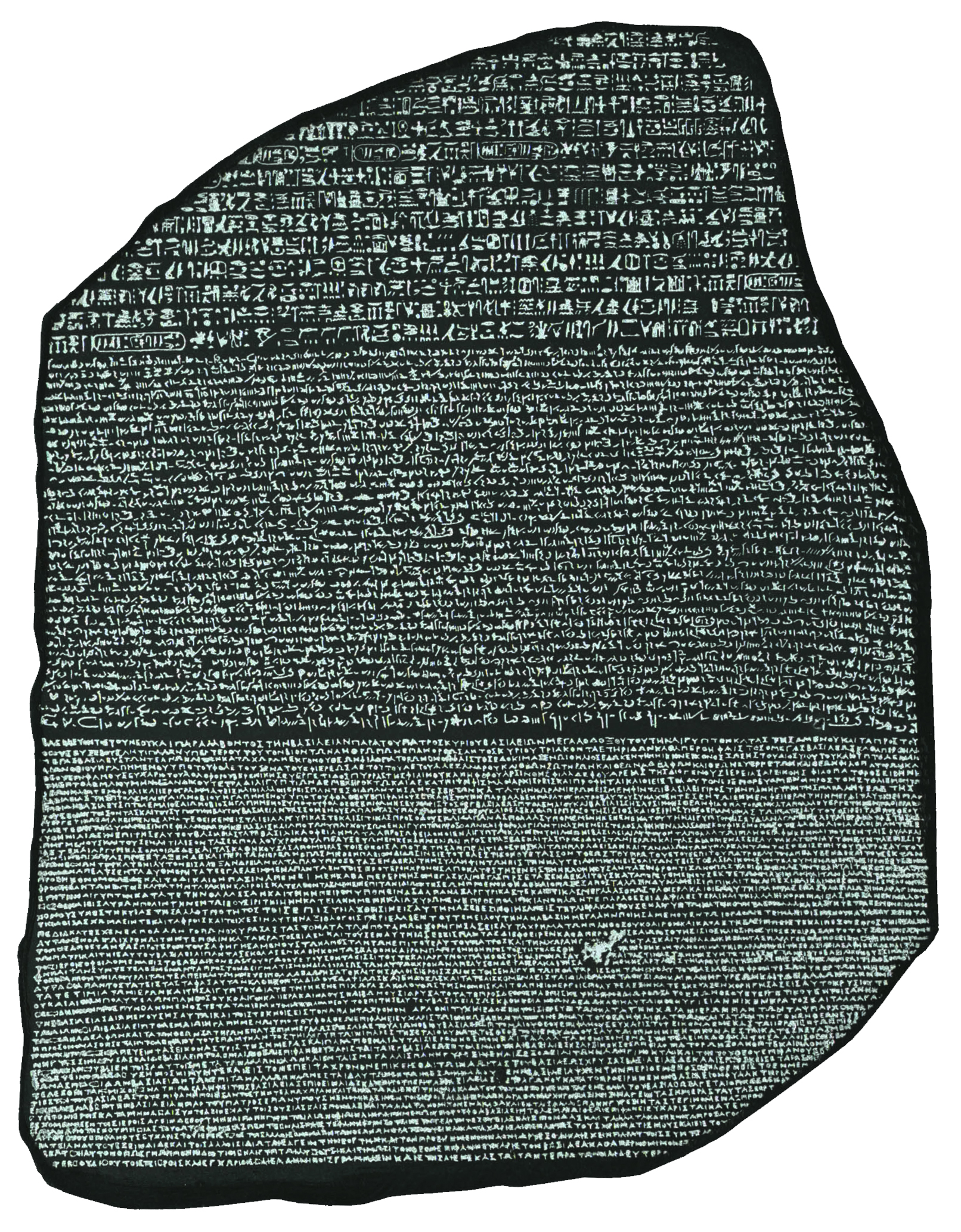
Piedra de Rosetta, estela escrita en tres lenguas, antiguo egipcio jeroglífico, demótico y griego, que sirvió al egiptólogo Jean-François Champollion para descifrar la escritura jeroglífica egipcia.

La filología (del latín philologĭa, y este del griego φιλολογία philología, ‘amor o interés por las palabras’) es el estudio de los textos escritos, a través de los que se intenta reconstruir, lo más fielmente posible, el sentido original de estos con el respaldo de la cultura que en ellos subyace.
El trabajo filológico se aproxima al hermenéutico, al menos en la medida en que interpreta el sentido, y se sirve, por tanto, del estudio del lenguaje, la literatura y demás manifestaciones idiomáticas, en cuanto constituyen la expresión de una comunidad cultural determinada o de varias, o de meros individuos. Se entiende usualmente por filología, bien el estudio de las lenguas y las literaturas, así como la correspondiente cultura de sus hablantes, bien el estudio diacrónico o eidético de los textos literarios o incluso de todo vestigio de lengua escrita o de la lengua en general.
En su más amplio y pleno sentido, especialmente en las tradiciones modernas románica y germánica, filología es el término general que designa el estudio de las lenguas naturales y abarca, pues, tanto la serie disciplinaria de la ciencia del lenguaje o lingüística (lingüística histórica, lingüística teórico-descriptiva y lingüística aplicada), una de las dos grandes series filológicas, como aquella otra  formada por la ciencia de la literatura (esto es, Historia de la literatura, teoría de la literatura y crítica literaria), según ha venido a establecer simétricamente el desarrollo de los criterios de la "ciencia real". Ello representa en consecuencia, no solo la integración de la retórica y la poética clásicas (cosa evidente desde la Antigüedad), y también modernas, sino la completa integración de todas aquellas metodologías internas, ya fuertemente transversales y compartidas como sobre todo la comparatística, la gramática comparada o la literatura comparada, ya técnicamente restrictivas y particularizadoras como la ecdótica o crítica textual.
En este último aspecto, además, la filología, técnicamente fundada para Occidente en el Museo de Alejandría, ha asumido paulatinamente durante la segunda mitad del siglo XX el instrumental proporcionado por los medios digitales, los cuales han transformado la aplicabilidad e incluso los resultados (en el caso del hipertexto) del trabajo crítico textual y en general la edición de textos.
La filología, en cuyo seno se suele distinguir entre filología general y filologías particulares (aproximadamente correspondientes a lenguas o familias de lenguas o bien regiones culturales) constituye en conjunto el milenario, más extenso, fundamentador y multiplicadamente cultivado sector disciplinar de las ciencias humanas.

## Filología griega y helenística
Entre varias consideraciones, fue ganando terreno aquella que concebía la labor de alguien consagrado a la explicación de textos desde los diferentes puntos de vista posibles, actividad esta que comenzó siendo una afición noble cultivada con mayor o menor acierto y, hasta cierto punto, de manera no profesional. Tanto gramática  (grammatiké) como filología son disciplinas entroncadas en no pequeña medida, si bien cada una adquirirá grados de especialización y esta última denominación acabará disfrutando de la capacidad definitoria más abarcadora e incluyente por tanto de la anterior. Aunque en diferente grado, otro tanto sucede respecto de la Retórica, en menor medida respecto de la Poética.
A veces se utiliza «filología helenística» queriendo designar la «filología griega» en su más amplio sentido, pero la calificación de «helenístico» es preferible sea restringida al determinado periodo y cultura tardíos de la lengua griega clásica, por lo demás dispersa y frecuentemente entremezclada con el cristianismo. A este periodo corresponden autores tan eminentes como Longino, Filón de Alejandría o Plotino.
Los primeros filólogos en el sentido restrictivo fueron los alejandrinos (siglo III a. C.), discípulos de los sofistas, cuyo más sobresaliente representante es Aristófanes de Bizancio (siglo III a. C.), fundador de un método que su discípulo Aristarco de Samotracia, director de la Biblioteca de Alejandría, aplicó, más tarde, al estudio de los poemas de Homero. Estos primeros filólogos desarrollaron, en la Biblioteca de Alejandría, una importante actividad editorial, centrada en la copia de manuscritos de los más importantes y representativos autores del pasado, cuyos textos se limpiaban de errores y se interpretaban de acuerdo con unas normas determinadas. En manos de los alejandrinos, la filología se convirtió, así, en un conjunto de conocimientos sistemáticos y ordenados, aunque amplios y poco profundos, puesto que el filólogo debía poseer no solo conocimientos lingüísticos y literarios, sino también históricos, geográficos, artísticos, retóricos, etc. Por eso se le consideraba la persona ideal tanto para explicar los textos como para reconstruirlos, modernizarlos y restaurarlos.
La primera Gramática (Techne Grammatiké), la de Dionisio de Tracia, es muestra excelente de la amplitud y diversidad de los quehaceres filológicos, ya gramaticales si tomamos esta palabra en nuestro limitado sentido contemporáneo, ya críticos y literarios. Aquello que acabaría genéricamente llamándose «filología» comenzó ocupándose, por una parte, de la lectura correcta de los textos y, por otra, de la fijación, depuración y exégesis de los mismos. Las experiencias adquiridas y los materiales empleados en esta actividad se irían recogiendo en léxicos, repertorios, inventarios, etc. La filología se convierte, así, en época alejandrina, en una disciplina de carácter enciclopédico que abarca enseñanzas de gramática, retórica, historia, epigrafía, numismática, bibliografía, métrica, etc. Los filólogos así formados son, por antonomasia, hombres cultos que reúnen, aun de manera esquemática, los saberes de su época.

## Época clásica latina
Roma asimiló los métodos de los cesarianos y continuó la labor emprendida por estos; fue el caso de Varrón (siglo I a. C.), por ejemplo. En época imperial proliferan quienes estudian, critican y comentan las obras maestras de la cultura latina, llamándose a sí mismos filólogos o gramáticos, voz que irá suplantando a la primera hasta hacerla desaparecer. En efecto, el término filología se utilizará poco en el Bajo Imperio, coincidiendo con la decadencia de los estudios de este tipo, que llegan a desaparecer casi por completo a partir de este momento y durante toda la Edad Media. A pesar de ello, es importante recordar las figuras del latino Servio Macrobio (siglo IV) y, mucho más tarde, el bizantino Focio (siglo IX); también puede destacarse la edición de las Suidas (siglo X) bizantinas siguiendo métodos alejandrinos.
La época latina construyó la gran síntesis de las disciplinas de raigambre filológica mediante la Retórica, como no podía ser de otro modo, es decir gracias a las Institutio Oratoria de Quintiliano a finales del siglo I. Esta poderosa construcción, que fundía asimismo la cultura humanística y por tanto la educación, determinaría el curso medieval, gramaticalizado y de poética retorizada, proceso que solo alcanzará a desmembrarse tras el final de las corrientes tradicionalistas y dialécticas, por así decir enmarañadamente medievales, en virtud de la nueva visión de las Poetrias, ya emancipadas de la persistente pervivencia gramatical de Donato y Prisciano. El De Vulgari Eloquentia de Dante, no publicado en su tiempo, fue un atisbo que tardó en localizar su propio camino. A la Patrística, especialmente a San Jerónimo y San Agustín, es preciso reconocer que se debe no ya la integración de la cultura y los saberes filológicos grecolatinos en el nuevo mundo cristianizado, sino la creación por este de una retórica, una filología y traductología que habrían de confluir en la obra de Erasmo de Róterdam. Por otra parte, la reactualización de Cicerón representará la nueva Retórica o Eloquentia renacentista.

## Humanismo
La cultura del Renacimiento y, sobre todo, del Humanismo, constituye, ya sea en su vertiente de interpretación más cívica (Eugenio Garin) o más filológica (Kristeller), el gran establecimiento de la filología moderna y el primer gran dominio y acopio de las fuentes clásicas. Se ha discutido mucho acerca de la importancia medieval del llamado Protorrenacimiento, o de la distinción de varios Prerrenacimientos, uno de los cuales podría entenderse como específicamente filológico. La importancia de la operación académica llevada a cabo por Carlomagno es de todo punto indudable y relativa a lo que llamamos historia y creación de las escuelas catedralicias y las universidades propiamente dichas.
Como es bien sabido, la creación de la imprenta y la edición de textos clásicos en este nuevo medio significó algo parecido a una revolución cultural extendida a todos los ámbitos del conocimiento y las posibilidades de su difusión. Si el Cuatrocientos fue la prodigiosa época del arte y su teoría, el Quinientos fue la de la Poética y la Crítica (Minturno, Escaligero, Castelvetro), pero todo ese tiempo fue en general el de los saberes filológicos, cuando menos desde los maestros de Petrarca. Puede decirse que se instauró la pasión bibliográfica en el destino buscado de restituir a los clásicos grecolatinos y los textos escriturísticos. Durante el siglo XV, personajes tan importantes y dispares como Aldo Manuzio o Angelo Poliziano habían señalado el camino de la dedicación al estudio de los clásicos, cuyo estilo imitan y cuyos textos editan. La recuperación de los textos clásicos fue posible porque durante la Edad Media, los monasterios europeos se dedicaron a estudiar y archivarlos. El siglo XVI es para los estudios filológicos en amplio sentido, la época quizás sobre todo de Julio César Escaligero, que continúa entre otras cosas el «parangón» (base originaria de la Comparatística o Literatura comparada) en la tradición virtuosista de Dionisio de Halicarnaso. Se trata de un ingente decurso filológico que cruza de Salutati a Pontano, de Bracciolini y Valla a Bocaccio, Pletón o Ficino. Y así lo demuestran también Henri Estienne, o Erasmo de Róterdam, quien retoma y eleva la tradición jeronimiana, o Nebrija y la fundamentación de la nueva lengua de América.

## SigloXVIII
En el siglo XVIII, la Ilustración y el renovado interés por la ciencia en general hacen renacer o establecen una nueva etapa para el interés filológico. Richard Bentley instaura en la Universidad de Cambridge los estudios clásicos dando un definitivo empuje a los estudios filológicos; por primera vez, puede decirse, es superada la filología alejandrina mediante la teorización de la existencia de la digamma en los textos homéricos. Es una etapa de corrección de los textos deteriorados o deformados, acomodándolos al estilo de sus autores (usus scribendi) y a las circunstancias de su época de origen.
En el último cuarto del siglo XVIII, el término«filología» es rescatado por Friedrich August Wolf, considerado en este sentido padre de la filología moderna. Wolf, en efecto, abre un nuevo periodo importante para la historia de las disciplinas lingüísticas en sentido amplio. Ferdinand de Saussure, consideraba la filología de Wolf como un «movimiento científico», que tiene por objeto de estudio no solo la lengua sino también la fijación, interpretación y comentario de textos, lo que le lleva a ocuparse de la historia literaria, las costumbres, las instituciones, etcétera, utilizando un método propio: la crítica. Estas investigaciones filológicas, según Saussure, tendrían el mérito de haber preparado el camino de la lingüística histórica.
Pero el último cuarto del Setecientos es señaladamente  el momento de la creación, por parte de la «Escuela Universalista Española del siglo XVIII», esto es Lorenzo Hervás (Catálogo de las Lenguas) y Juan Andrés (Origen, progresos y estado actual de toda la literatura), de la Lingüística comparada y la Historia literaria universal y comparada o Literatura comparada, respectivamente. Es el moderno gran impulso de una tradición que de diferente modo procede directamente de Dionisio de Halicarnaso, Escalígero y Erasmo.

## SigloXIX
La filología alemana del siglo XIX, junto a la Estética y en general la Filosofía, representa uno de los mayores momentos de la cultura de la Humanidad. Tras Wilhelm von Humboldt, cenit de la Lingüística, el siglo XIX va a configurar el desarrollo de la filología comparada en el marco del nuevo humanismo alemán. La publicación, a mediados de siglo, de la primera Gramática comparada por parte de Franz Bopp, sirvió para demostrar que se podía llevar a cabo un proceso avanzado de comparación entre las lenguas. La filología comparada puede considerarse en gran medida una consecuencia directa del movimiento romántico. El afán por el conocimiento del pasado, tan propio del Romanticismo, contribuyó a crear la mentalidad historicista que le era necesaria, mientras que el deseo de conocer el alma de los pueblos, por otro lado, también típicamente romántico, condujo a la evolución historiográfica, filosófica y filológica aplicada a un nuevo estudio de sus lenguas y literaturas. Gracias a tales condicionamientos, los románticos miraron hacia las lenguas y literaturas clásicas. Y, en el estudio de las lenguas clásicas, el método histórico-comparatista dio excelentes resultados en la reconstrucción de una lengua de la cual no se conservaban textos escritos, pero que podía presuponerse por la comparación de diversas lenguas europeas y asiáticas, especialmente el sánscrito: el proto-indoeuropeo. También el exotismo romántico significó la primera gran apertura al oriente asiático, que habría de ser tan importante para la gran filología que encierra la Mitología comparada de Max Müller. Muy pronto, la evolución de la nueva filología romántica, amparada en una tradición ejemplarmente sólida en la propia Alemania desde tiempos de Lessing, se había incorporado a la naciente epistemología científica. La filología decimonónica determinó uno de sus centros de interés en las lenguas y literaturas de los pueblos románicos, a cuyo estudio aplicó los métodos de la filología clásica. Esto dio lugar al nacimiento propiamente dicho de la filología Románica. En ecdótica, el filólogo Karl Lachmann idea y aplica un procedimiento para reconstruir científicamente textos perdidos a través de la comparación o colación de errores comunes, que en su honor será denominado método lachmaniano.

## SigloXX
El siglo XX asistió al nacimiento y fuerte desarrollo de la lingüística formal y estructural radicalmente neo-neopositivista, especialmente a partir del Curso transmitido de Ferdinand de Saussure. En este sentido, sería probablemente necesario distinguir entre filología y este tipo de lingüística de tendencia tecnológica y la extensa gama de sus escuelas y modelos. No cabe olvidar, con todo, la subsistencia de una dispersa lingüística idealista, así el caso eminente de Karl Vossler, discípulo de Benedetto Croce, al igual que es preciso recordar a propósito de los ámbitos de la Ciencia literaria. Pero el hecho, sin embargo, es que el último cuarto del siglo XX dio muestras de un claro desplazamiento de las escuelas formalistas hacia el dominio pragmático y, por otra parte, hizo patente el ya inocultable desvanecimiento de tales proyectos tecnológicos. En cualquier caso, la filología había continuado su labor, quizás un tanto ensimismada o encerrada, con centro en los textos escritos, pero también definitivamente abierta a los aspectos más sincrónicos de la tradición oral así como a las nuevas circunstancias tanto teóricas y críticas como instrumentales propiciadas por los medios digitales.

## Campos metodológicos de aplicación de la filología
La filología, en su sentido más característico o restringido, pero dentro del ámbito de la filología general, ha tenido y tiene diversos cometidos:
- Comparación de lenguas y de literaturas. Desde el siglo XVIII, y como establecimiento disciplinar a partir del XIX, la filología comparada se ocupó de estudiar la relación entre distintas lenguas. De esta forma, las semejanzas entre el sánscrito y las lenguas europeas (observadas por primera vez a principios del siglo XVI) llevaron a especular sobre la posibilidad de la existencia de una lengua anterior común de la cual todas procedían, el proto-indoeuropeo. Por su parte, el comparatismo literario, que nace como método gracias a Dionisio de Halicarnaso, padre de la Crítica literaria, se desenvuelve a lo largo de la tradición humanística e inicia su época moderna, al igual que la lingüística comparada, inmediatamente definida como filología comparada, también en el Setecientos, sobre todo como consecuencia de las realizaciones de la Escuela Universalista Española del siglo XVIII.
- Reconstrucción de textos. La ciencia filológica, en tanto «Crítica textual» (a veces también denominada Textología), se ocupa de la reconstrucción de los textos originales (constitutio) de un autor, basándose en el estudio de las diferentes copias (examinatio) o transmisión de manuscritos conservados, a fin de determinar variantes o errores y sus clases y proceder a subsanarlos (emendatio). Igualmente, se ocupa de determinar la paternidad literaria de un texto (autoría), su fecha de composición (datación, ya por medios lingüísticos o no), su completa genealogía (stemma), etc. Es el caso eminente y complejo, por ejemplo, de la reconstrucción de las primeras versiones de los evangelios cristianos y, en general, de la Biblia, y también con notable preferencia los textos medievales.
- Ecdótica o edición textual. La Ecdótica en realidad viene usualmente a integrarse o confundirse en el proceso de la Crítica textual. La actividad filológica también se enfoca relevantemente a la edición de los textos de autores clásicos y modernos, acompañando a estos del correspondiente aparato crítico (anotaciones y variantes), el cual persigue determinar y ofrecer explicativamente al lector con rigor estricto la realidad textual de las obras e incluso, accediendo al campo de la Crítica literaria o interpretación, el trasfondo cultural y vital que subyace al texto.

## El ámbito disciplinario de la filología
Históricamente, la filología, más que relacionarse o confundirse con otras disciplinas, ha sido subrayada en la preferencia de alguna de sus partes, las cuales al fin no son sino parte de su propia configuración y por ello de su identidad de más pleno horizonte y sentido. Es de señalar la difícil relación durante el siglo XX del ámbito más característicamente filológico con cierta Lingüística estructural y formalista. Pero también es de subrayar, y ahora de manera más estable, la relación filológica con la Hermenéutica y con la Historia y, evidentemente, la Historia de la literatura (y en general la Ciencia de la literatura: junto a la historiografía literaria, la Teoría literaria y la Crítica literaria, disciplinas mediante las cuales alcanza la filología su estado de cuerpo entero, pero que, de manera semejante a la Lingüística, también padecieron durante el siglo XX, en grandes sectores, de una complicada coyuntura técnica formalista y en consecuencia también de difícil vecindad filológica).
A continuación, se ofrecen algunos aspectos en los que difieren los campos de la filología y de la Lingüística, a fin de establecer sus principales disimilitudes y reconocer con mayor facilidad sus ámbitos de investigación:
Tanto la filología como la lingüística constituyen ciencias encargadas del estudio de la lengua y de los diferentes (con)textos en los que esta se manifiesta. Como ciencias del lenguaje, una se apoya en la otra para estudiar fenómenos presentes en un discurso textual, así como el campo lingüístico se nutre de conocimientos propios de la disciplina filológica para cumplir con propósitos específicos. Por ejemplo, la Lingüística se apoya en elementos propios de la investigación filológica relacionados con la lengua como es el estudio del carácter histórico y el contexto sociocultural de un determinado pueblo para abordar la configuración lingüístico-gramatical que atañe a la lengua y expresiones culturales de dicha población.
Ahora bien, los puntos de contacto y las líneas divisorias entre los campos disciplinares de la Lingüística y la filología han sido un tópico de debate desde el siglo pasado a medida que ambas ciencias fueron acaparando ciertas áreas del conocimiento. Por una parte, un sector de la academia ha considerado a la Lingüística y a la filología como ciencias autónomas; mientras que, por otra, se ha manifestado la dificultad para determinar los límites y las relaciones que existen entre ambas. Dada la situación, este apartado amplía las principales disimilitudes que se encuentran entre ambas ciencias.
La filología, vista como la ciencia que estudia las manifestaciones orales y escritas de un pueblo en un marco histórico-cultural, se relaciona con otras disciplinas de las cuales se nutre; por ejemplo, con la historia, ya que los insumos que esta provee resultan fundamentales para comprender aspectos sociales, políticos, económicos y culturales de un pueblo que utilizaba determinada lengua y que produjo manifestaciones culturales a partir de ella. Entonces, el trabajo del profesional en filología no abarca únicamente conocimientos sobre letras y literatura, sino también sobre geografía, cultura, sociología, humanidades, entre otros muchos. Quirós (2001) define la filología como: «La captación-comprensión del contenido de un texto, mediante el análisis lingüístico-gramatical, tendiente hacia su interpretación histórica, cultural y, principalmente, literaria» (p. 232).
Pese a que la lingüística y la filología convergen en diversos sentidos como en el estudio del lenguaje, la aproximación a los textos y el acercamiento a disciplinas auxiliares como la gramática, en el debate actual ambas son ciencias autónomas con objetos de estudio definidos, métodos de trabajo distintos y áreas de especialización concretas. En todo caso, desde la academia se propone que ambas ciencias son colaboradoras entre sí y que aportan conocimiento al desarrollo humanístico en general.

### Disimilitudes entre la lingüística y la filología

#### La criticidad
El aspecto crítico es una de las principales disimilitudes establecidas por los teóricos entre la lingüística y la filología. Ya desde los planteamientos de Saussure (1945) se precisaba que la intención filológica por interpretar y comentar las obras orientaba a esta ciencia hacia un método que le era propio: la crítica. De esta forma, la necesidad de explicar un texto y concebirlo como un todo que diera cuenta de aspectos particulares de un pueblo motivó la aparición de la crítica textual, herramienta que posibilitó la reconversión de los escritos al estado más próximo de su original y aseguró su veracidad (González, 2003).
Mientras que en la filología la crítica constituye un elemento medular al permitir establecer los múltiples sentidos de un texto (Quirós, 2001), en la Lingüística este aspecto ocurre en menor medida, pues su mayor ocupación es el estudio sistemático del lenguaje humano y las formas específicas en que este se realiza (Coseriu, 1986). Para llevar a cabo dicha tarea, esta ciencia se encarga de valorar los hechos lingüísticos como fenómenos que pueden ser descritos y analizados, no desde un abordaje de tipo crítico, sino orientado hacia la comprensión global de las manifestaciones lingüísticas tanto orales como escritas.

#### El carácter normativo
Otra disimilitud que se relaciona con la criticidad es el tratamiento del carácter normativo de la lengua en ambas ciencias. Por un lado, la filología se centra en el uso normativamente correcto del lenguaje al intentar establecer la forma más prestigiosa para expresarse en registros escritos y orales. Esto responde al principio de funcionalidad planteado por Andrés Bello (citado en Cartagena, 2014) que postula al lenguaje como un sistema que opera a partir de la suma y la relación de sus componentes. En este sentido, el quehacer filológico busca conocer el modo apropiado para utilizar el lenguaje y así instaurar un uso normativo.
Por otro lado, la normatividad no es un criterio esencial para la Lingüística, ya que su mayor interés reside en estudiar la lengua como realización del lenguaje. Por ejemplo, el Alfabeto Fonético Internacional permite registrar los diferentes sonidos a partir de los cuales se forman las palabras fonológicas e, incluso, los diversos alófonos de un mismo fonema. La motivación, entonces, no versa sobre la manera normativamente correcta de realizar determinado vocablo, sino en comprenderlo como parte de un fenómeno, fonético-fonológico en este caso, que puede ser descrito. Para Saussure (1945) resulta claro que: «La materia de la lingüística está constituida en primer lugar por todas las manifestaciones del lenguaje humano (…).» (p. 34), razón por la que esta ciencia, lejos de brindar pautas para el uso adecuado de una lengua, se inclina por reconocer e investigar las diversas realizaciones en todos los niveles de la lengua (morfosintaxis, fonética, fonología y léxico) como producto de la diversidad lingüística.

#### El objeto de estudio
Asimismo, y según lo planteado por algunos teóricos, la lingüística y la filología se diferencian en los medios en que se manifiesta su objeto de estudio. Hjelmslev (citado en González, 2003) afirma en su teoría glosemática que aunque ambas ciencias estudian el lenguaje, la filología se interesa por estudiarlo en los textos como una forma de conocimiento histórico y literario; mientras que la Lingüística se dedica a analizarlo desde un nivel estructural o sistemático. Aunado a esto, Lausberg (citado en González, 2003) postula que la labor del filólogo se centra en los escritos propiamente y la del lingüista en la lengua o un idioma determinado a manera de instrumento de uso por parte del ser humano.
En estos términos, tanto la lingüística como la filología aportan conocimiento a la sociedad desde diversos campos de estudio. Por un lado, mediante ramas de la lingüística aplicada, es posible fijar relaciones entre la sociedad y el lenguaje, establecer patrones de sonido que brindan datos para la resolución de casos de índole judicial y estudiar las conexiones que existen entre el lenguaje y el cerebro. Por otro lado, la crítica y el análisis textual que realiza la filología aportan insumos a las investigaciones de algunas ciencias sociales, pero, además, establecer usos normativos de la lengua y así facilitar los procesos comunicativos y contribuir con la interacción entre el contexto lingüístico y social de los lectores.
Asimismo, cabe destacar el abordaje de la lengua que realizan ambas ciencias, no solo en términos estrictamente lingüísticos, sino también sociales, culturales e históricos. Más allá de ser una habilidad distintiva, el lenguaje constituye un elemento medular para establecer los procesos comunicativos, estructurar el pensamiento y construir el aprendizaje en las personas. En una sociedad que privilegia el desarrollo de las ciencias puras sobre las humanas, la Lingüística y la filología vienen a ser disciplinas cruciales en la defensa del lenguaje y sus manifestaciones artístico-culturales como esos instrumentos de uso que han acompañado a la humanidad desde sus orígenes.
Con respecto a la Hermenéutica, la filología se confunde con esta en la medida en que ambas buscan el significado de los textos o su interpretación. Pero en esto la Crítica literaria ha de ser entendida a su vez como una particularización hermenéutica. Tanto la filología como su especificación de tipo lingüístico se ocupan del mismo objeto de estudio: el lenguaje humano. Pero la diferencia básica consiste en la preferencia crítico textual con frecuencia asignada a lo filológico, su indagación más particular y reconstructiva, de fijación de textos, que deviene ecdótica, frente al interés lingüístico por el lenguaje en sí mismo y la utilización de textos únicamente como un medio más de conocimiento de este.
Por su parte, historia y filología colaboran en la reconstrucción de los hechos históricos pero, mientras la primera se ocupa, efectivamente, de la reconstrucción de los hechos, auxiliándose, en este caso, del método filológico y de otros medios y disciplinas, la segunda trata de situar los textos concretos en una época determinada, sirviéndose, en este caso, de los conocimientos históricos.
En realidad, la Filología, tanto en su sentido general relativo a los textos de las lenguas naturales como en el particularizado diacrónico y ecdótico, comparte su objeto con la serie disciplinaria de la Ciencia literaria, el cual es primordialmente la Literatura en tanto que textos constituidos en unidades o grupos de unidades textuales «altamente elaboradas».

## Clasificación
En el pleno ámbito de la disciplina, del conjunto de ámbitos disciplinarios y por encima de la metodología, es preciso distinguir entre filología general y filologías particulares. Pudiera decirse que existen tantas filologías como culturas, o como lenguas, pero estas no son magnitudes correspondientes ni a veces tienen independencia. Es preciso subrayar, al margen del mundo egipcio (egiptología), sobre todo las dos grandes culturas filológicas asiáticas, hindú y china, y a partir de esta última toda la gama que de ella deriva (coreana, japonesa...). Tanto la indología como la sinología son concebidas en general como filología en amplio sentido. Otro tanto habría que decir de la coreanología y la niponología o japonología. Por otra parte, al margen de la filología árabe, respecto del mundo africano subsahariano es preciso subrayar por su parte que el Africanismo se funda en lenguas y áreas culturales originalmente orales, sin escritura, es decir que solo cabe concebir su configuración filológica desde la aplicación moderna, ya se trate desde las lenguas autóctonas o desde las europeas importadas o coloniales.
En la tradición europea se diferencian varios grandes campos filológicos fundamentales, algunos de los cuales, como después se indicará, han tenido importantísima proyección extraeuropea:
- Filología clásica o griega y latina antiguas y sus pervivencias, fundamento de la cultura occidental y sus respectivos campos filológicos.
- Filología Bíblica o escriturística, parcialmente asociada a la filología clásica, pero también a la filología hebrea (en sí parte de la rama mayor de filología semítica) en virtud de la historia del texto sagrado, de cuyo nuevo Testamento deriva la calificación de filología Neotestamentaria junto a la de veterotestamentaria. Estas distinciones, histórica y conceptualmente se vinculan a la disciplina Hermenéutica.
- Filología alemana o germanística, que también atañe a varias regiones centroeuropeas, sobre todo Austria.
- Filología inglesa, a veces denominada Anglística, posteriormente Angloamericana por expansión geográfica intercontinental.
- Filología Eslava o Eslavística, formada por todas las lenguas de ese ámbito, desde el ruso, polaco y ucraniano hasta el búlgaro, checo, eslovaco o croata.
- Filología Románica, o romanística, formada por toda la familia de lenguas neolatinas o románicas. Esta y las europeas antedichas han recibido con frecuencia la denominación de filología moderna, por evidente oposición a la clásica, constituida por las lenguas muertas.

Dentro de la gran familia Románica, la filología italiana y la filología francesa poseen una gran dimensión nacional. A diferencia de estas, y otras de ámbito más reducido como la filología rumana, la filología portuguesa, trocadamente indisociable de la Galaica como filología gallegoportuguesa, posee una gran proyección americana brasileña y en alguna medida africana mozambiqueña. Aún más que esta última, la filología española como hispánica ha tenido y configura una extensísima proyección americana o Hispanoamericana. Por ello, a la filología española conviene más la denominación de hispánica, pues atañe directamente al patrimonio y a la realidad viva de más de quinientos millones de hablantes de todo el mundo.
- Filología hispánica o hispanística es la designación que tomando como tronco la lengua española, proyección de la castellana, tiene su gran dimensión en la América Hispánica. La filología hispánica posee una base anterior representada por la iberística y se vincula íntimamente a la portuguesa mediante el gallego y la moderna filología gallega o Gallegoportuguesa, al igual que por otra parte la variante románica catalana y su moderna filología catalana. Caso lingüísticamente mucho más particularizado, importante para la iberística, aun por aislado, es el constituido por la lengua vasca (o vascongada, vascuence, euskera), no románica y de origen indeterminado, cuya cooficialidad en la región peninsular correspondiente ha dado lugar a una filología vasca. En amplio sentido de cultura, la designación Hispánica cubre lo antedicho y otros diversos elementos medievales, también neolatinos y, propiamente como filología hispánica cabe observar su rigurosa pertinencia, aun actual, respecto de la lengua Sefardí, algunas peculiares e interesantes derivaciones, así la africana guineana ecuatorial, la saharaui y, por otra parte geográficamente muy lejana, asiática, la del idioma tagalo, o filipino de base tagala, y la relativa al conjunto de la cultura y de las lenguas filipinas (ilocano, cebuano, bicolano...), de base malaya pero entroncadas con la española, más su criollo español propiamente dicho, el chabacano. Así pues, el Filipinismo, al menos en parte, puede ser considerado una rama de la hispanística. Pero naturalmente, la gran conformación de la filología hispánica es consecuencia de América y, en cualquier caso, se complementa o coincide con los estudios de Hispanismo.